# Racing Spirit of Léman
Racing Spirit of Léman est une écurie de sport automobile suisse basée à La Roche-sur-Foron. Elle a été fondée par Patrick Barbier en 2019.
Elle a remporté le championnat Michelin Le Mans Cup en 2022 dans la catégorie LMP3.

## Histoire

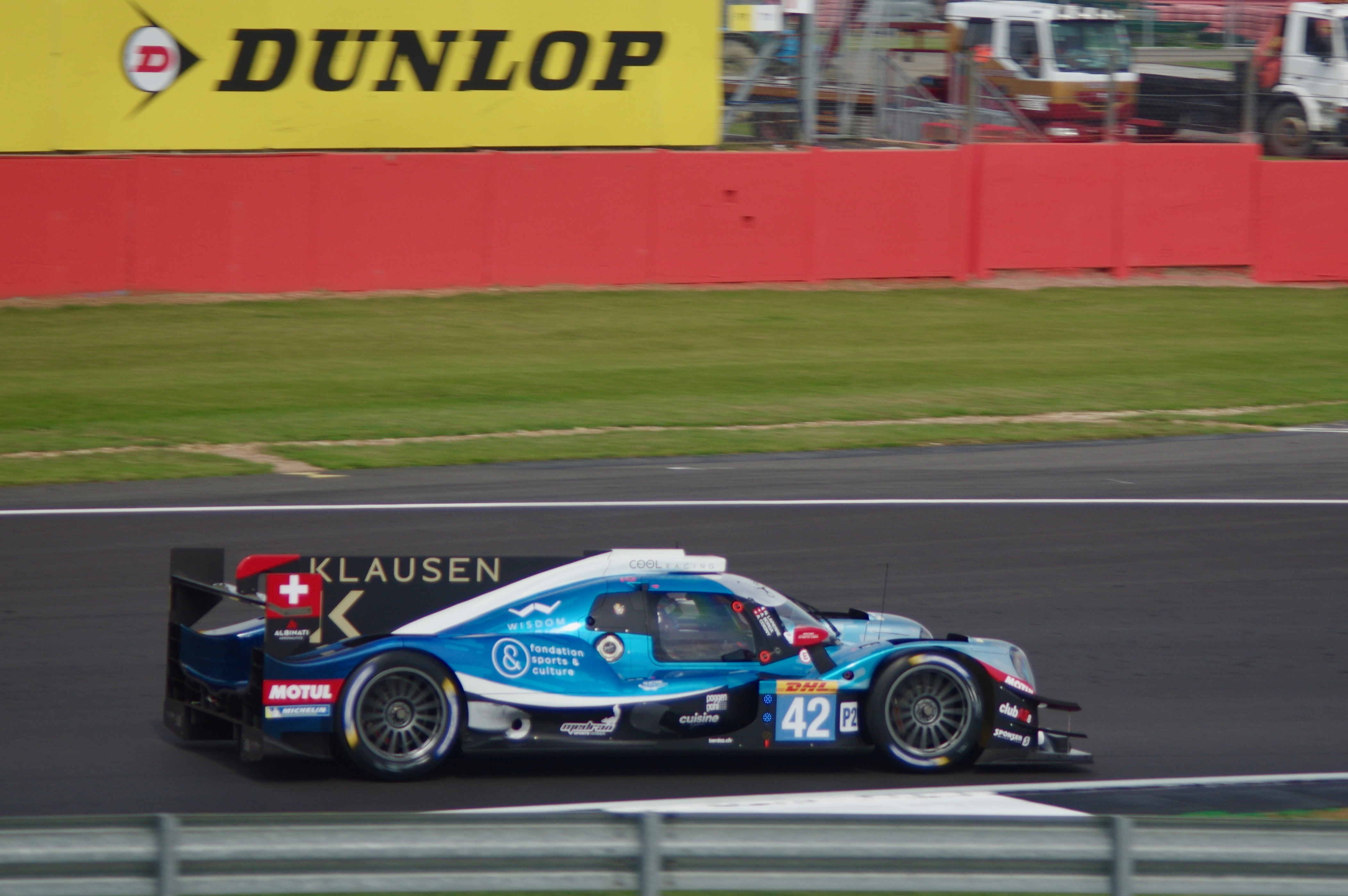
l'Oreca 07 de l'écurie Cool Racing lors des 4 Heures de Silverstone

En 2019, pour sa première année d'existence, l'écurie Suisse Racing Spirit of Léman avait supporté techniquement l'écurie Suisse Cool Racing dans le championnat European Le Mans Series en y faisant rouler une Oreca 07 dans la catégorie LMP2 avec au volant, les pilotes suisses Alexandre Coigny et Antonin Borga aainsi que l'expérimenté pilote français Nicolas Lapierre. Cette première saison à ce niveau avait permis à l'écurie d'obtenir une belle 7e position au classement général avec comme meilleure position, une 2e position lors des 4 Heures de Spa-Francorchamps et d'une 3e position lors des 4 Heures de Barcelone. Toujours en support technique de l'écurie Suisse Cool Racing, l'écurie avait participé au championnat Michelin Le Mans Cup en y faisant participer 3 Ligier JS P3 avec comme pilotes, les pilotes français Nicolas Rondet (en), Victor Blugeon, Romain Carton et Philippe Cimadomo (en), les pilotes américains John Schauerman et Maurice Smith (en). Lors de la saison, Patrick Barbier avait été vu dans les paddocks du Championnat du monde d'endurance lors des 6 Heures de Spa laissant ainsi croire qu'une participation au futur Championnat du monde d'endurance, rumeur confirmée rapidement lors des 24 Heures du Mans,

## Pilotes
- Mathijs Bakkerg (2021)
- Théo Chalal (2021)
- Antoine Doquin (2023-2024)
- Derek DeBoer (2024)
- Tom Dillmann (2022)
- Jean-Ludovic Foubert (2023-2024)
- Christian Gisy (2023)
- Valentin Hasse-Clot (de) (2023-2024)
- Tijmen van der Helmg (2021)
- Antoine Jung (2021)
- Ralf Kelleners (2023)
- Alexander Mattschull (de) (2022)
- Fabien Micha (2023)
- Arnold Robin (2023)
- Josh Skelton (2022)
- Jacques Wolff (2021-2024)